# Adam Kossakowski
Adam Korwin Kossakowski herbu Ślepowron (ur. 21 grudnia 1756 w woj. mińskim, zm. 4 maja 1828) – duchowny rzymskokatolicki, jezuita, święcenia kapłańskie w 1786, tytularny biskup Limyra w Lycia (od 1 czerwca 1795), sufragan inflancki (1795-1798) i wileński (od 1798), wikariusz i proboszcz w Szenbergu w Kurlandii, kanonik wileński.